# Ječmeniště

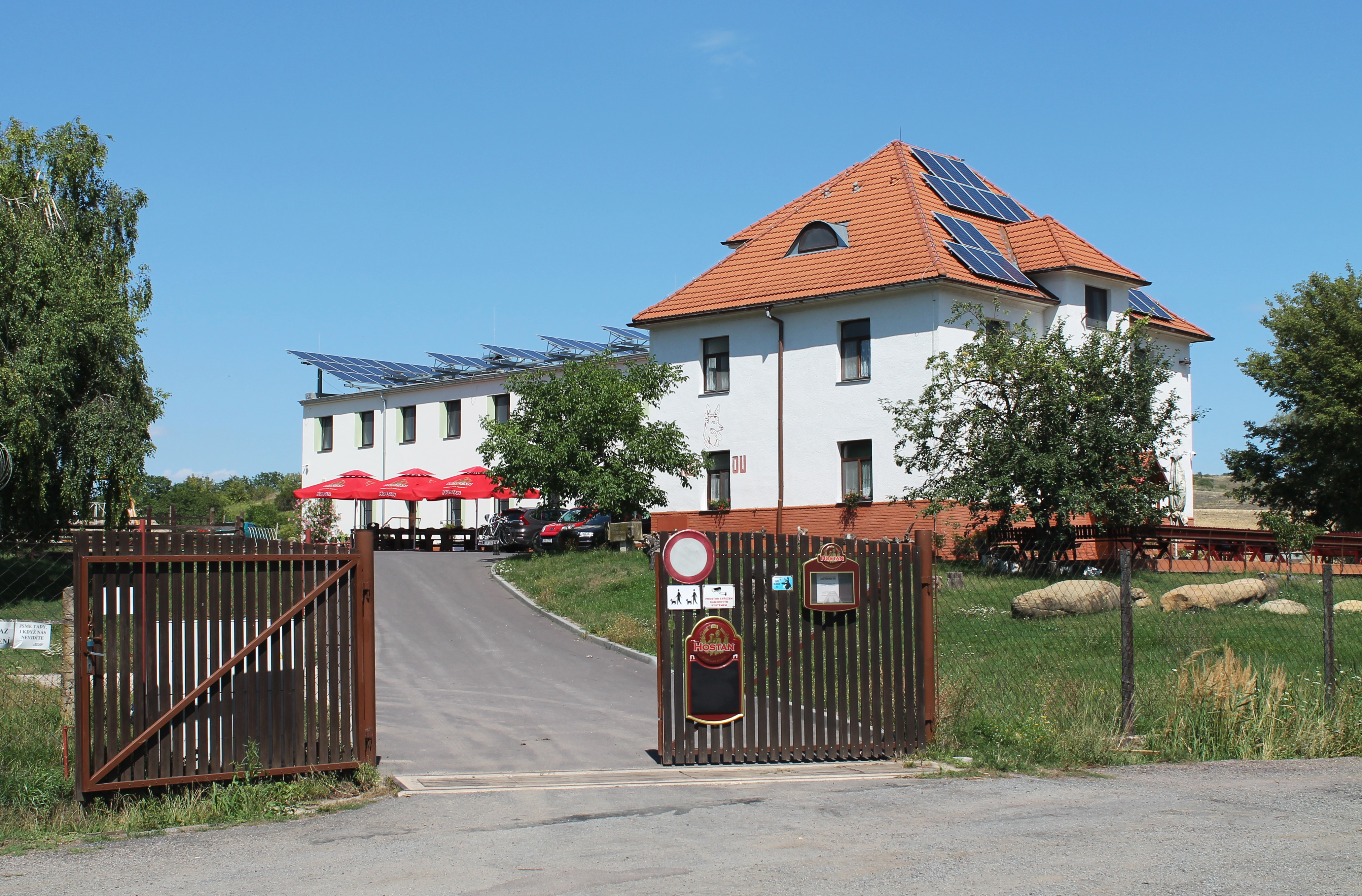
Pension Jelení farma

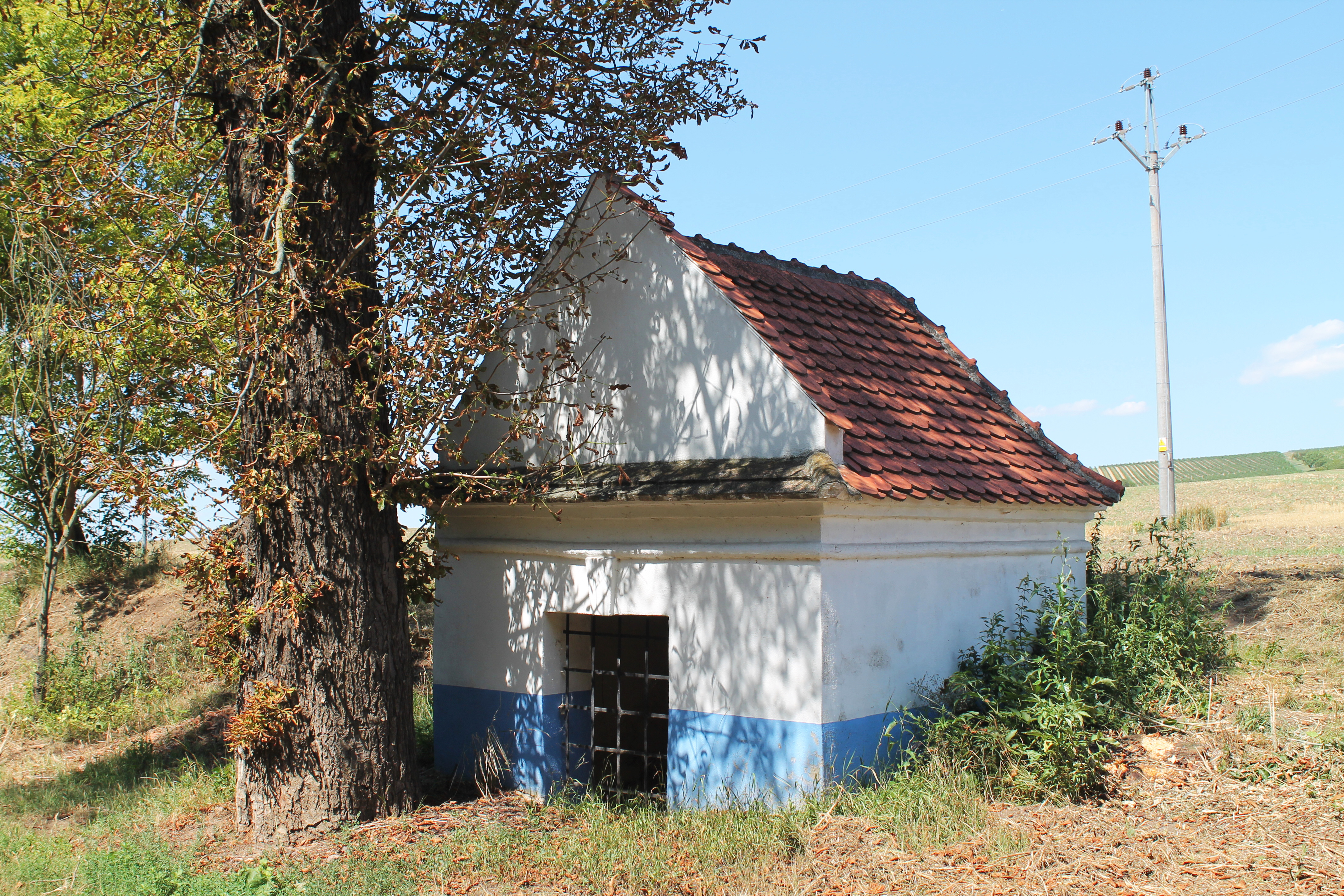
Kapelle

Ječmeniště (deutsch Gerstenfeld) ist ein erloschenes Dorf und  Grundsiedlungseinheit von Vrbovec (Urbau) in Südmähren, Tschechien. Sie befindet sich direkt an der österreichisch-tschechischen Grenze am Ječmenišťský potok (Schatzgraben).

## Geschichte
Der Ort wurde 1787 auf dem Gelände eines zum unmittelbar zuvor aufgelösten Kloster Bruck gehörenden Meierhofes gegründet. Das Dorf wurde Gerstenfeld benannt, nach einem bei der Gründung leitenden Beamten namens Gerstner. Die ersten 24 Siedler kamen aus Rausenbruck. Der tschechische Ortsname ist eine wörtliche Übersetzung des deutschen Ortsnamens. Im Jahre 1834 bestand das Dorf aus 35 Häusern und hatte 150 Einwohner.
Nach der Aufhebung der Patrimonialherrschaften bildete Gerstenfeld eine Gemeinde im Gerichtsbezirk Znaim. Ab 1869 gehörte die Gemeinde zum Bezirk Znaim. Nach dem Ersten Weltkrieg zerfiel der Vielvölkerstaat Österreich-Ungarn, die Gemeinde wurde 1918 Teil der neu gebildeten Tschechoslowakischen Republik. Beim Zensus von 1921 lebten in den 50 Häusern der Gemeinde 289 Personen, davon 261 Deutsche und 18 Tschechen. Nach dem Münchner Abkommen wurde die Gemeinde 1938 dem Deutschen Reich zugeschlagen und dem Landkreis Znaim zugeordnet. 1939 wurde Gerstenfeld nach Kallendorf eingemeindet, ein Jahr später erhielt die Gemeinde den Namen Schatzberg. Die Bevölkerung des Dorfs wurde 1945 über Österreich nach Westdeutschland vertrieben. Aufgrund der Grenzlage verödete der Ort und wurde schließlich in den 1950er Jahren aufgegeben und abgetragen. Vom alten Gerstenfeld sind heute nur noch zwei Kapellen, das als Pension Jelení farma  (Hirschfarm) genutzte ehemalige Finanzwächterhaus und der neugotische Aussichtsturm am Lamperk (Lampelberg) erhalten.

## Bevölkerungsentwicklung
| Volkszählung | Häuser | Einwohner gesamt | Volkszugehörigkeit der Einwohner | Volkszugehörigkeit der Einwohner | Volkszugehörigkeit der Einwohner |
| Jahr         | Häuser | Einwohner gesamt | Deutsche                         | Tschechen                        | Andere                           |
| ------------ | ------ | ---------------- | -------------------------------- | -------------------------------- | -------------------------------- |
| 1900         | 43     | 262              | 258                              | 4                                | 0                                |
| 1921         | 50     | 289              | 261                              | 18                               | 10                               |

## Ortsgliederung
Ječmeniště gehört zum Ortsteil Vrbovec und bildet einen Katastralbezirk.